# Serrat dels Moros (Pinell de Solsonès)
El Serrat dels Moros és una muntanya de 709 metres que es troba al municipi de Pinell de Solsonès, a la comarca catalana del Solsonès.